# 拿布果
《拿布果》是由朱塞佩·威爾第作曲的4幕歌劇，義大利文劇本由泰米斯托克莱·索萊拉改編自聖經故事及Anicet-Bourgeois與Francis Cornu的話劇。
拿布果於1842年3月9日在米蘭史卡拉歌劇院首演。威爾第在拿布果譜寫出著名的合唱曲"Va' pensiero, sull'ali dorate"（“飛吧！思想，乘著金色的翅膀！”，也稱為“奴隸大合唱”），是這齣歌劇最經典的片段。

## 歷史
《拿布果》是威爾第第三部編寫的歌劇，被認為是奠定威爾第作曲家地位及名譽的一部作品。本劇描述猶太人被巴比倫君王拿布果（尼布甲尼撒二世）擊敗並逐出家園、擄往巴比倫的故事。劇中的故事與史實並不符合，拿布果乃是俘虜猶太人的巴比倫皇帝尼布甲尼撒二世與後來釋放猶太人的波斯帝國皇帝大流士大帝（《聖經》中譯為大利烏）的混合體。
威爾第在第二部作品《一日國王》首次嘗試編寫的喜劇，但遭遇慘烈的失敗及批評，心灰意冷的威爾第甚至打算放棄寫作歌劇。
他轉職在布塞托音樂學校（Music School of Busseto）當教師，但生活一直沒有改善。他後來辭職，但米蘭音樂學院拒絕聘用他。威爾第的第一部歌劇奧貝爾托的收益不足以維持他的生計，威爾第似乎沒辦法在米蘭繼續生活。
史卡拉劇院的經理Bartolomeo Merelli，邀請威爾第為原名為Nabucodonosor的拿布果作曲。Merelli原先是邀請普魯士作曲家奥托·尼古拉（Otto Nicolai）作曲，但尼古拉當時正開始為Il proscritto作曲，故此拒絕了邀請。（尼古拉事後非常後悔，見下評論部份）。威爾第初時亦拒絕了Merelli，但留下了手稿。威爾第形容他自己，從初時拒絕到後來接受作曲邀請，是一個很戲劇性的轉變，“我將手稿狠狠地擲在桌上”，“在天亮前反覆閱讀手稿不只一次，而是兩、三次，直至（他）透徹理解整個故事。”這似乎是誇張的陳述，他實際上是花了幾天，甚至是幾個星期謹慎地去考慮，才決定作曲。
拿布果於1841年秋季完成作曲。不像上一部歌劇奧貝爾托，完成作曲後足足待了3年時間劇院才同意上演，拿布果只待了6個月，便於1842年3月開始製作，並於1842年3月9日在米蘭史卡拉歌劇院上演。因為拿布果的芭蕾舞劇在數月前於同一劇院上演，威爾第的歌劇重複再用當中大部份的道具及場景佈置，由男中音Giorgio Ronconi飾演拿布果，男高音Corrado Miraglia飾演耶路撒冷君王Ismaele，女高音Giuseppina Strepponi飾演拿布果長女Abigaille，女高音Giovannina Bellinzaghi飾演次女Fenena。

## 評論
威爾第自言：“這部歌劇可以說是我藝術生涯的開始。”拿布果一出即時取得了成功，呼聲蓋過了多尼采蒂和乔瓦尼·帕契尼在附近上演的歌劇。聽眾熱烈讚賞，評論家都給予正面的評價。
作曲家奥托·尼古拉批評拿布果噁心，拒絕為拿布果作曲。作為一個普魯士人，當時生活在米蘭的尼可萊，對於感情色彩豐富的意大利歌劇感到奇怪，在他拒絕了Merelli邀請他為拿布果作曲後，他開始著手編寫Il Proscritto。1841年3月Il Proscritto首演，但卻遭遇災難性的失敗，Merelli不得不與尼可萊解除合約。尼可萊離開前往維也納，他在當地得悉拿布果取得成功後非常忿怒。“（拿布果）非常可怕”，他寫道，“他的曲譜十分愚昧——技術上他並不專業——他一定是有著一顆驢子的心，在我的眼中，他是一個十分可憐、可恥的作曲家……”。此外，他批評拿布果什麼都不是，只是「忿怒、謾罵、流血、謀殺」。
尼可萊只是小數的批評者。今天，尼可萊的名聲遠遠不及威爾第。拿布果奠定了威爾第往後的成功，直至他退休前，共創作了16套歌劇。
音樂史家造就了"Va' pensiero, sull'ali dorate"（“飛吧！思想，乘著金色的翅膀！”）成為一個神話（拿布果內其中一首由猶太奴隸唱出的合唱歌曲）。學者相信，當時的聽眾深受到歌曲內奴隸渴望返回家國的強烈情懷所感動，要求重唱該樂曲。但當時政府禁止重唱，觀眾要求重唱的要求可見該歌曲的震撼力。
可是，近代的學者將"Va, pensiero"的神話，及復興運動時期要求將"Va, pensiero"定為意大利國歌的爭議一同冷卻下來。學者認為，觀眾的確曾要求重唱，但要求重唱的並不是"Va, pensiero"，而是"Immenso Jehova"，一首猶太奴隸感謝上帝拯救的歌曲。這一個發現，將威爾第在復興運動中作為音樂上的精神領袖的地位降低了。現在，"Va, pensiero"是經常在演出時被重唱的。"Va, pensiero"是大都會歌劇院指揮詹姆士·列文唯一容許重唱的歌曲。

## 角色
- 拿布果（Nabucco，以尼布甲尼撒二世為藍本所杜撰之巴比倫君王）—（男中音）
- 以實瑪利（Ismaele，耶路撒冷城當時猶太王的姪子）—（男高音）
- 撒迦利亞（Zaccaria，猶太大祭司）—（男低音）
- 阿碧凱莉（Abigaille，巴比倫帝國公主，拿布果王的長女）—（女高音）
- 菲妮娜（Fenena，巴比倫帝國公主，拿布果王的次女）—（女高音）
- 巴力（Baal，巴比倫大祭司信奉的神明）—（男低音）
- Abdallo—（男高音）
- Anna—（女高音）
- 巴比倫及猶太士兵、利未人、猶太貞女、巴比倫婦人、博士、巴比倫王國大公、群眾—（合唱團）

## 故事
故事發生於公元前587年

### 第1幕：耶路撒冷
“耶和華如此說、我要將這城交付巴比倫王的手、他必用火焚燒。”——耶利米書

#### 在耶路撒冷的聖殿
拿布果（古巴比倫帝國君主尼布甲尼撒二世  (Nebuchadnezzar II)）擊敗猶太人，進入耶路撒冷。大祭司Zaccaria（撒迦利亞）激勵猶太人振作，相信上帝。拿布果的次女Fenena被俘虜，以迫使拿布果撤退。Zaccaria將Fenena交給Ismaele（耶路撒冷君王的姪子，曾經出使巴比倫的使者）。Fenena與Ismaele二人相戀，Ismaele力勸Fenena逃走，留下來只會危及性命。拿布果的長女Abigaille帶著喬裝的士兵攻入聖殿，她亦心愛Ismaele。當她發現二人原來相戀，滿心嫉妒的Abigaille警告Ismaele，如果他不放棄Fenena，她將會控告Fenena叛國。拿布果這時候闖入（歌曲：'Viva Nabucco'）。Zaccaria抵抗他，威脅會用匕首殺死Fenena。Ismaele制止Zaccaria，救走Fenena，拿布果下令拆毀聖殿。猶太人咒罵Ismaele為叛徒。

### 第2幕：懷疑者
“看哪、耶和華的忿怒、好像暴風已經發出、是掃滅的暴風、必轉到惡人的頭上。”——耶利米書

#### 場景1：巴比倫皇宮
拿布果離開，任命Fenena為攝政王。Abigaille發現一些文件證明她自己不是拿布果親生女兒，而是一個奴隸。主神（Baal）大祭司與博士（Magi）告訴Abigaille，Fenena釋放了猶太俘虜。他們散播拿布果戰死的謠言，合謀發動政變讓Abigaille登上王位。

#### 場景2：巴比倫皇宮的殿堂
Fenena改信猶太教，Ismaele與猶太人和解。Abigaille與大祭司以國王已死為由，要求Fenena交出王冠。這個時候，拿布果衝入，嘲笑主神（Baal）及猶太人的神。他自稱自己為上帝。Zaccaria拒絕執行拿布果殺死猶太人的命令。Fenena說要與猶太人共存亡。拿布果正自稱自己為上帝（歌曲：'Non son piu re, son dio'）的時候，一道雷電把他擊昏了，王冠掉在地上，被Abigaille取去。

### 第3幕：預言
“曠野的走獸必住在那裡，貓頭鷹也住在其中，永無人煙，世世代代無人居住。”——耶利米書

#### 場景1：巴比倫空中花園
大祭司將處死猶太人及Fenena的法令交給Abigaille，瘋顛的拿布果闖入，要求Abigaille退還王位，Abigaille說服拿布果簽署法令，拿布果要求赦免Fenena。拿布果告訴Abigaille她不是他的親女，而只是奴隸。Abigaille嘲笑他，並將有關的證明文件毀掉。拿布果意識到自己已被篡位，並淪為階下囚，他請求赦免Fenena。Abigaille歡喜若狂。

#### 場景2：幼發拉底河畔
猶太人希望重返家鄉（歌曲：'Va pensiero, sull'ali dorate'），Zaccaria再次激勵他們相信上帝，預言上帝將會毀滅巴比倫。

### 第4幕：粉碎的偶像
“主神蒙羞，她的偶像都驚惶。”——耶利米書

#### 場景1：巴比倫皇宮
拿布果醒來，回復清醒意識。拿布果看著女兒Fenena將要被處死，但他卻無能為力。在絕望之際，他向猶太的神懺悔，承諾會重建耶路撒冷的聖殿，並歸信於祂。神應允了他，在親兵的協助下，他誓要懲罰所有叛國者，並拯救Fenena。

#### 場景2：巴比倫空中花園
一眾猶太人及Fenena將要被殺，獻祭給主神  （Baal）。拿布果闖入，手執配劍，將主神像擊得粉碎。拿布果下令釋放所有猶太人，重建上帝的聖殿。Abigaille進入，服毒自殺。她死前表達她的悔意，並懇求Fenena的寬恕。Zaccaria宣佈拿布果為上帝的僕人，亦是眾王之王。

## 管弦樂編制
曲譜由以下樂器演奏：
- 2部長笛（或加入短笛）
- 2部雙簧管（或加入英國管）
- 2部單簧管
- 4部法國號
- 2部小號
- 3部長號（2部高音，1部低音）
- 1部細管低音號  (cimbasso)，定音鼓，大鼓，鈸，小鼓，三角鐵
- 2部豎琴
- 弦樂團

平均演出時間為2小時15分鐘。

## 外部連結
- Opera Guide故事，劇本，重點
- 拿布果義大利文劇本及 英文評論 （页面存档备份，存于）